# FVT Holding
FVT Holding ApS er en dansk fiskerivirksomhed med hovedkvarter i Hirtshals. Den er ejet af Fridalvur Virgarsson Tindskard, der etablerede selskabet i 2018. Virksomheden har delvist ejerskab af fiskerivirksomhederne Beinur A/S og AB Ocean ApS, der fisker efter pelagiske fisk på fiskefartøjerne Beinur og AB Ocean, der har hjemhavn i Hirtshals.
Beinur ejede i 2017 danske fiskekvoter på 83.730 tons industri-fisk, hvilket var 9 % af Danmarks samlede industri-fiskekvote.